# Simyra saepistriata
Simyra saepistriata är en fjärilsart som beskrevs av Alphéraky 1859. Simyra saepistriata ingår i släktet Simyra och familjen nattflyn. Inga underarter finns listade i Catalogue of Life.